# Liste des sites mégalithiques dans les Asturies
Cette liste non exhaustive recense les principaux sites mégalithiques des Asturies, en Espagne.

## Cartographie
Localisation des principaux sites mégalithiques des Asturies
| \| Oviedo Gijon \| Répartition géographique des mégalithes. · : dolmen - : menhir |
| Oviedo Gijon                                                                      |

## Liste
| Site                      | Type   | Commune        | Notes                                               | Coordonnées                                                   | Image |
| ------------------------- | ------ | -------------- | --------------------------------------------------- | ------------------------------------------------------------- | ----- |
| Dolmen de Mián            | Dolmen | Abamia (es)    | détruit                                             | orthostate conservé au Musée archéologique national de Madrid |       |
| Dolmen de Santa Cruz (es) | Dolmen | Cangas de Onís | Le dolmen se trouve sous l'église Sainte-Croix (es) | 43° 21′ 10″ N, 5° 07′ 49″ O                                   |       |
| Dolmen de Baradal (es)    | Dolmen | Tinéu          |                                                     | 43° 19′ 26″ N, 6° 21′ 33″ O                                   |       |
| Dolmen de Mérillés        | Dolmen | Tinéu          |                                                     | 43° 16′ 10″ N, 6° 20′ 53″ O                                   |       |